# Побєда (Воєводина)
Побєда (серб. Победа) — село в Сербії, належить до общини Бачка-Топола Північно-Бацького округу в багатоетнічному, автономному краю Воєводина.

## Населення
Населення села становить 342 особи (2002, перепис), з них:
- мадяри — 161 — 47,07%;
- серби — 104 — 30,40%;
- югослави — 23 — 6,72%;

Решту жителів  — з різних етносів, зокрема: чорногорці, бунєвці, німці і кілька русинів-українців.